# Štefan Žigárdy
Štefan Žigárdy (ur. 25 lipca 1984 w Brnie) – czeski hokeista, trener.

## Kariera

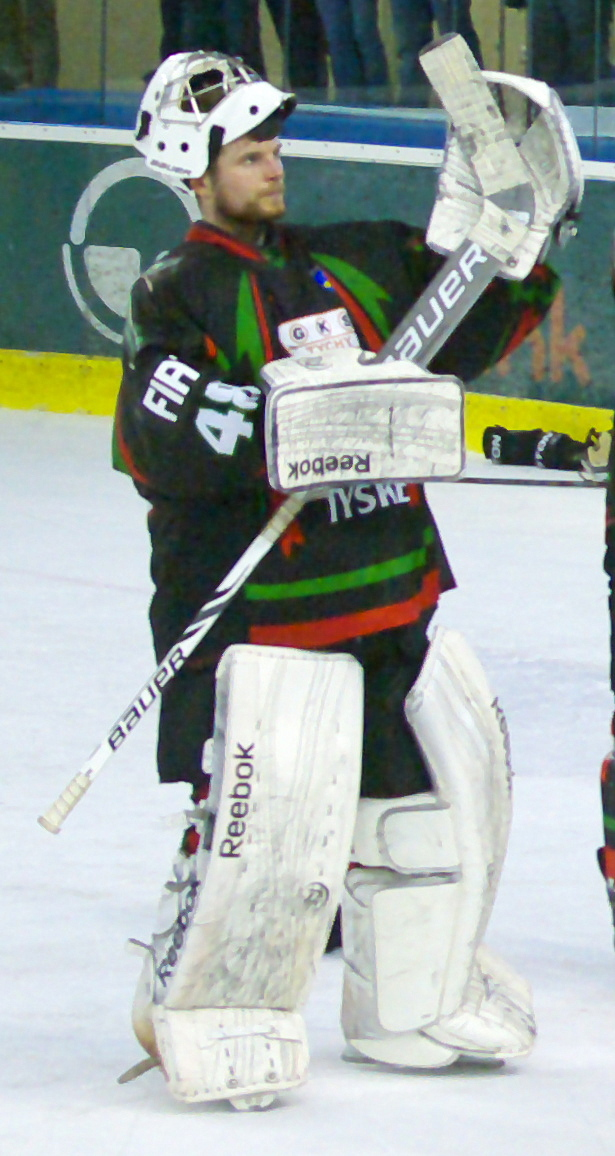
Štefan Žigárdy w barwach GKS Tychy (2014)

- HC Ytong Brno U18 (1999-2000)
- HC Vsetín (2000-2001)
- HC Vsetín (2001-2004)
- HC Novy Jicin (2003-2004)
- HC Slezan Opava U20 (2004)
- HC Slezan Opava (2004)
- HC Ołomuniec (2005-2006)
- HC Vsetín (2005)
- HC Oceláři Trzyniec (2006)
- HC Prostějov (2006)
- HC Ołomuniec (2006-2012)
  -  HC Přerov (2008)
  -  HC Vítkovice (2011)
- HK Nitra (2012)
- MsHK Žilina (2012-2013)
- GKS Tychy (2013-2017)

Wychowanek klubu HC Ytong Brno. Występował w klubach czeskich, od 2012 w dwóch słowackich. Od czerwca 2013 zawodnik polskiego klubu GKS Tychy. W sezonie Polska Hokej Liga (2013/2014) uzyskał rekordowy w polskiej lidze wynik dotyczący czasu bez straty gola (251 min. 59 sek.). Odszedł z klubu po sezonie 2016/2017.
W 2017 przerwał karierę zawodniczą i w lipcu tego roku został trenerem bramkarzy w klubie LHK Jestřábi Prostějov.

## Sukcesy
Klubowe
- Brązowy medal 1. ligi czeskiej: 2008, 2010, 2012 z HC Ołomuniec
- Srebrny medal mistrzostw polski: 2014, 2016, 2017 z GKS Tychy
- Puchar Polski: 2014 z GKS Tychy
- Złoty medal mistrzostw Polski: 2015 z GKS Tychy
- Trzecie miejsce w Superfinale Pucharu Kontynentalnego: 2016 z GKS Tychy

Indywidualne
- Polska Hokej Liga (2013/2014):
  - Pierwsze miejsce w klasyfikacji skuteczności interwencji w sezonie zasadniczym: 92,9
  - Pierwsze miejsce w klasyfikacji średniej goli straconych na mecz w sezonie zasadniczym: 2,0